# Okres Kutná Hora
Kutná Hora (Duits: Kuttenberg) is een district (Tsjechisch: Okres) in de Tsjechische regio Midden-Bohemen. De hoofdstad is Kutná Hora. Het district bestaat uit 88 gemeenten (Tsjechisch: Obec).

## Lijst van gemeenten
De obce (gemeenten) van de okres Kutná Hora. De vetgedrukte plaatsen hebben stadsrechten. De cursieve plaatsen zijn steden zonder stadsrechten (zie: vlek). Veel gemeenten in dit district zijn zelf weer onderverdeeld in deelgemeenten (části obcí).
Adamov - Bernardov - Bílé Podolí - Bludov - Bohdaneč - Brambory - Bratčice - Církvice - Čáslav - Čejkovice - Černíny - Červené Janovice - Čestín - Dobrovítov - Dolní Pohleď - Drobovice - Hlízov - Horka I - Horka II - Horky - Horušice - Hostovlice - Hraběšín - Chabeřice - Chlístovice - Chotusice - Kácov - Kluky - Kobylnice - Košice - Krchleby - Křesetice - Kutná Hora - Ledečko - Malešov - Miskovice - Močovice - Nepoměřice - Nové Dvory - Okřesaneč - Onomyšl - Opatovice I - Paběnice - Pertoltice - Petrovice I - Petrovice II - Podveky - Potěhy - Rašovice - Rataje nad Sázavou - Rohozec - Řendějov - Samopše - Semtěš - Schořov - Slavošov - Soběšín - Souňov - Staňkovice - Starkoč - Sudějov - Suchdol - Svatý Mikuláš - Šebestěnice - Štipoklasy - Třebešice - Třebětín - Třebonín - Tupadly - Uhlířské Janovice - Úmonín - Úžice - Vavřinec - Vidice - Vinaře - Vlačice - Vlastějovice - Vlkaneč - Vodranty - Vrdy - Záboří nad Labem - Zbizuby - Zbraslavice - Zbýšov - Zruč nad Sázavou - Žáky - Žehušice - Žleby
Benešov · Beroun · Kladno · Kolín · Kutná Hora · Mělník · Mladá Boleslav · Nymburk · Praha-východ · -západ · Příbram · Rakovník